# Zschokkella russelli
Zschokkella russelli is een microscopische parasiet uit de familie Myxidiidae. Zschokkella russelli werd in 1948 beschreven door Tripathi. 